# پروچو فیگوردو
پروچو فیگوردو (انگلیسی: Perucho Figueredo؛ ۱۸ فوریهٔ ۱۸۱۸ – ۱۷ اوت ۱۸۷۰) آهنگساز، شاعر و رزمنده آزادی اهل کوبا بود.
در دهه ۱۸۶۰ وی در طراحی قیام علیه اسپانیا که معروف به جنگ ده ساله بود، بسیار فعال بود. او متن سرود ملی کوبا را در سال ۱۸۶۷ نوشت.

## دستگیری و اعدام
پروچو در جریان جنگ دستگیر و روز ۱۷ اوت ۱۸۷۰ اعدام شد. دختر او کاندلاریا فیگوردو، در جنگ بایامو در سال ۱۸۶۸، با بلند کردن پرچم استقلال کوبا، قهرمان جنگ شد.